# 马沃
马沃（法語：Maves，法語發音：[mav]）是法国卢瓦-谢尔省的一个市镇，属于布卢瓦区。

## 地理
马沃（47°44'32"N, 1°21'52"E）面积33.33 平方千米，位于法国中央-卢瓦尔河谷大区卢瓦-谢尔省，该省份为法国中北部省份，北起厄尔-卢瓦省，东北接卢瓦雷省，东南接谢尔省，南至安德尔省，西南接安德尔-卢瓦尔省，西北接萨尔特省。
与马沃接壤的市镇（或旧市镇、城区）包括：阿韦尔东、布瓦索、拉沙佩勒-圣马丹昂普莱讷、科南、拉马德莱娜-维勒弗鲁安、米尔桑、博斯地区圣莱奥纳尔、新乌克。

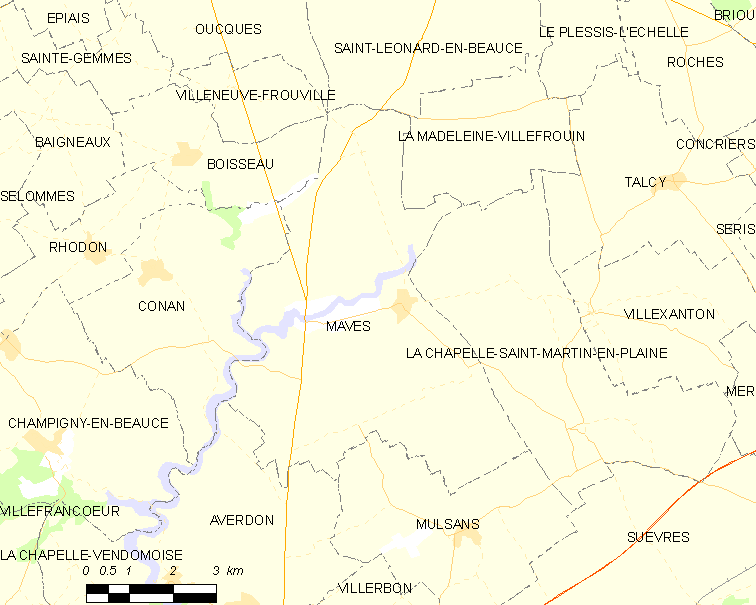
马沃的OSM定位图

马沃的时区为UTC+01:00、UTC+02:00（夏令时）。

## 行政
马沃的邮政编码为41500，INSEE市镇编码为41130。

## 政治
马沃所属的省级选区为拉博斯县。

## 人口

1962-2008年间马沃人口变化图示

马沃于2022年1月1日时的人口数量为680人。